# Radio 2 in the mix
Radio 2 in the mix
è stato un programma radiofonico settimanale di Radio 2, in onda il sabato e la domenica sera, dalle 23 a mezzanotte, condotto da Lele Sacchi, dedicato al meglio dal mondo della musica e della cultura da club. 